# Гальванізація (електротерапія)
Гальванізація — одна із процедур електротерапії із застосуванням постійного (гальванічного) електричного струму низької напруги (30-80 В) та малої сили (до 50 мА). Показом до її застосування є між іншими: болі та перерозтягнення м'язів, запалення пов'язане із нервовою системою, невралгії, стани після травм, порушення периферійного кровообігу, артрит.
Гальванізація є фізикотерапевтичною процедурою з розділу електролікування. Її виконання є простим — на піддавану реабілітації частину тіла накладаються два електроди, між якими проходить сталий струм малої частоти. В результаті його дія спричинює розширення кровоносних судин, що сприяє регенеративним процесам у тканинах — настає їх перенасичення кров'ю, а в результаті — краща доставка поживних речовин. Поза тим процедура гальванізації діє також протизапально, але перш за все вона сильно вгамовує біль.

## Метода
Після процедури пацієнт має на шкірі «гальванічний рум'янець», котрий зазвичай тримається кілька хвилин і за таких умови не має лякати або непокоїти пацієнта. Гальванізація швидко приносить результати, інколи вистачає серії із 10 щоденних процедур. Залежно від стану хворого — гострий, підгострий чи хронічний. Одинарна процедура триває від 10 хвилин навіть до 20 хвилин. Не мусить викликати неприємних відчуттів, пацієнт повинен відчувати делікатні мурашки по шкірі.
Електроди, що накладаються на ділянку тіла, що піддається реабілітації можуть бути плоскими чи спеціальними, наприклад електрода Бергоні, котрий нагадує напівмаску. Її використовують для гальванізації в ділянках обличчя, наприклад, у випадку лікування трійчастого нерва.
Також, розміщення електродів є важливим елементом. При укладанні поздовжньо (поздовжня методика) — струму впливає лише на поверхневі тканини, при укладанні поперечно (поперечна методика) — струм впиває на глибоко розташовані тканини.

## Покази
Процедури гальванізації прописуються пацієнтам, що страждають від болів, перенапруження або перерозтягнення м'язів, запалень, пов'язаних із нервовою системою, уразу лицевого нерву, невралгії, стани після травм, котрі включають в себе, до прикладу, гематоми, що слабо розсмоктуються, набряки, наслідки переломів (прискорює зрощування кісток), проблеми периферичного кровообігу, артрози, особливо, коли захворювання іде разом із хронічними болями

## Протипокази
Абсолютним протипоказом до процедури гальванізації є інфекції, особливо, коли їх супроводжує гарячка та гострий запальний стан шкіри (наприклад — виразки) чи тканин у місцях, де є накладені електроди. Гальванізацію також не можна виконувати, коли пацієнт страждає від новотворів, має проблеми із сенсорикою, є схильним до утворення згустків крові (наприклад — варикоз) та тромбози. Протипоказом є також вагітність чи введені електроприлади (наприклад — кардіостимулятор), чи металеві елементи (ендопротези, якщо струм мусів би проходити через це місце).